# Francfort Universe

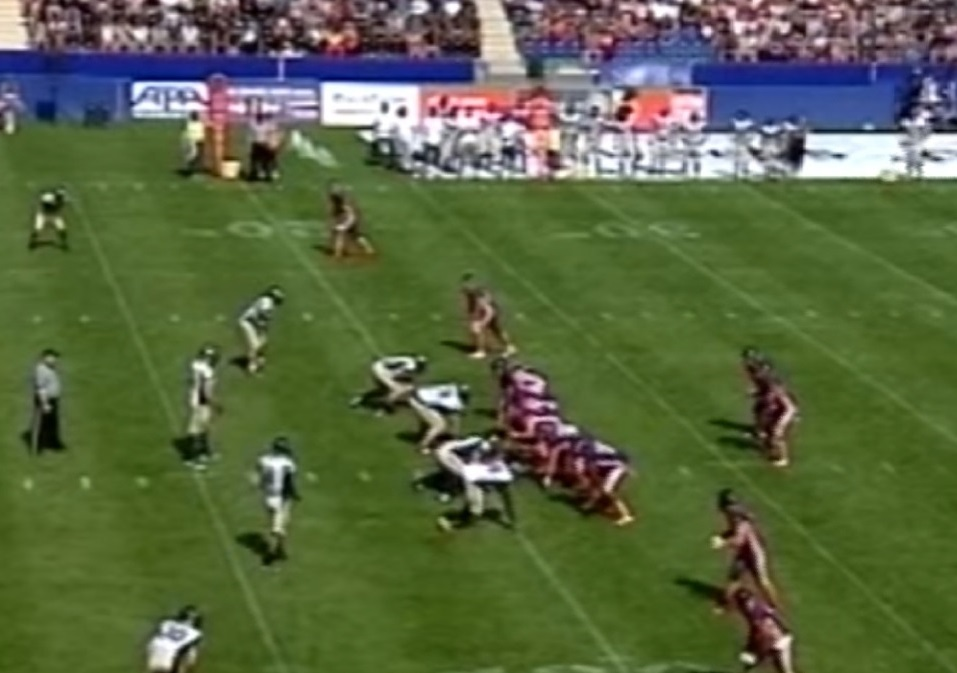
Frankfurt Universe vs. Nürnberg Rams 2015

Stade
Maillots
Francfort Universe (Frankfurt Universe) est un club allemand de football américain basé à Francfort-sur-le-Main. Ce club qui évolue au Frankfurter Volksbank Stadion (12 542 places) fut fondé en 2007. Le club jouent en GFL depuis 2016. Francfort Universe est le successeur du Francfort Galaxy.

## Palmarès
- Champion de la European Football League: 2016
- Champion de la German Football League 2 Sud: 2015